# Hawaii Tennis Open
Hawaii Tennis Open (с англ. — «Открытый чемпионат Гавайев по теннису») — женский профессиональный теннисный турнир, проводимый осенью в пригороде Гонолулу, Гавайи, США, на открытых хардовых кортах.  Турнир является единственным проводимым на территории США после окончания Открытого чемпионата США.
С 2016 года женский турнир относится к серии WTA 125K с турнирной сеткой, рассчитанной на 32 участницы в одиночном разряде (из них 4 преодолевают одностадийную квалификацию) и 16 пар.
В 2017 году американская телекомпания «Tennis Channel», специализирующаяся на показах теннисных матчей и сопутствующих им событий, включила турнир в сетку своего вещания, а его призовой фонд составил $ 125 000, из которых $ 20 000 заработала победительница одиночного разряда.

## Финалы прошлых лет

### Одиночный разряд
| Year | Champion      | Runner-up   | Score         |
| ---- | ------------- | ----------- | ------------- |
| 2016 | Кэтрин Беллис | Чжан Шуай   | 6–4, 6–2      |
| 2017 | Чжан Шуай     | Чан Су Джон | 0–6, 6–2, 6–3 |

### Парный разряд
| Year | Champions            | Runners-up                 | Score               |
| ---- | -------------------- | -------------------------- | ------------------- |
| 2016 | Эри Ходзуми Мию Като | Николь Гиббс Эйжа Мухаммад | 6–7(3–7), 6–3, 10-8 |
| 2017 | Се Шунин Се Шувэй    | Эри Ходзуми Эйжа Мухаммад  | 6–1, 7–6(7–3)       |